# Abby Ryder Fortson
Abby Ryder Fortson (Burbank, 14 de março de 2008) é uma atriz americana.

## Carreira
Abby estreou na televisão em 2013, aos cinco anos de idade, participando de um episódio da segunda temporada de The Mindy Project. 
Em 2014, teve um papel recorrente na primeira temporada de Transparent. Ela também estreou no cinema com um pequeno papel em Playing It Cool.
Em 2015, teve papéis recorrentes nas séries Togetherness e The Whispers. No mesmo ano participou do filme Homem Formiga como Cassie Lang. E fez participação no filme Para Sempre Minha Garota.

## Vida pessoal
É filha dos atores Christie Lynn Smith e John Fortson. Tem um irmão mais novo chamado Joshua Taylor Fortson (nascido em 22 de dezembro de 2012).

## Filmografia

### Televisão
| Ano       | Título            | Personagem     | Nota                          |
| --------- | ----------------- | -------------- | ----------------------------- |
| 2015      | The Whispers      | Harper Weil    | 6 episódios                   |
| 2015–2016 | Togetherness      | Sophie Pierson | Temporadas 1 e 2, 8 episódios |
| 2014      | Transparent       | Ella Novak     | Temporada 1, 7 episódios      |
| 2013      | The Mindy Project | Clementine     | Temporada 2, Episódio 7       |

### Cinema
| Ano  | Título                  | Personagem  |
| ---- | ----------------------- | ----------- |
| 2018 | Forever My Girl         | Billy       |
| 2018 | Homem-Formiga e a Vespa | Cassie Lang |
| 2015 | Homem-Formiga           | Cassie Lang |
| 2014 | Playing It Cool         | Garotinha   |